# Манкін Валентин Григорович

## Біографічні відомості
Валенти́н Григо́рович Ма́нкін (нар. 19 серпня 1938, Білокоровичі, Олевський район, Житомирська область, УРСР — пом.1 червня 2014, В'яреджо, Італія) — український яхтсмен, триразовий олімпійський чемпіон у складі команди СРСР.
Тренувався в спортивному товаристві «Водник» і здобув свою першу золоту олімпійську медаль на олімпіаді в Мехіко, маючи величезну первагу над 35 супротивниками і фінішувавши першим або другим у п'яти із семи гонок.
На мюнхенській олімпіаді 1972 року Манкін змінив клас і разом із Віталієм Дирдирою виграв змагання в класі «Темпест». На монреальській олімпіаді 1976 року він отримав срібну медаль із новим партнером — Владиславом Акименком. На московській олімпіаді у віці 41 року Манкін перейшов до класу Зоряний, виступаючи разом із Олександром Музиченком. Напружена боротьба точилася до останньої гонки, в якій Манкін здобув перемогу і золоту медаль.
Станом на 2008 був єдиним яхтсменом, який вигравав золоті олімпійські нагороди у трьох різних класах — «Фінн», «Темпест» і «Зоряний».
Завершивши спортивну кар'єру став тренером. Більше 20 років він жив і працював в Італії, де підготував велику кількість яхтсменів світового рівня, які виступали в найпрестижніших регатах світу. Манкін фактично створив італійську школу парусного спорту.

## Інше
Мав доньку Ірину та внука Дмитра.
В 1970 році написав автобіографічну книгу «Білий трикутник», яка витримала три видання:
• Манкин, В. Белый треугольник / Валентин Манкин. — М.: Молодая гвардия, 1976. — 208 с. — (Спорт и личность).
• Манкин, В. Белый треугольник / Валентин Манкин. — М.: Молодая гвардия, 1981. — 224 с. — (Спорт и личность).
• Манкин, В. Белый треугольник / Валентин Манкин. — К.: TravelBook, 2020. — 164 с. — (Наедине с океаном).
В роботі над книгою Манкіну допомагала відома київська спортивна журналістка Валентина Пожилова, яка також написала передмову і післямову до основного тексту.